# Finlands urmuseum

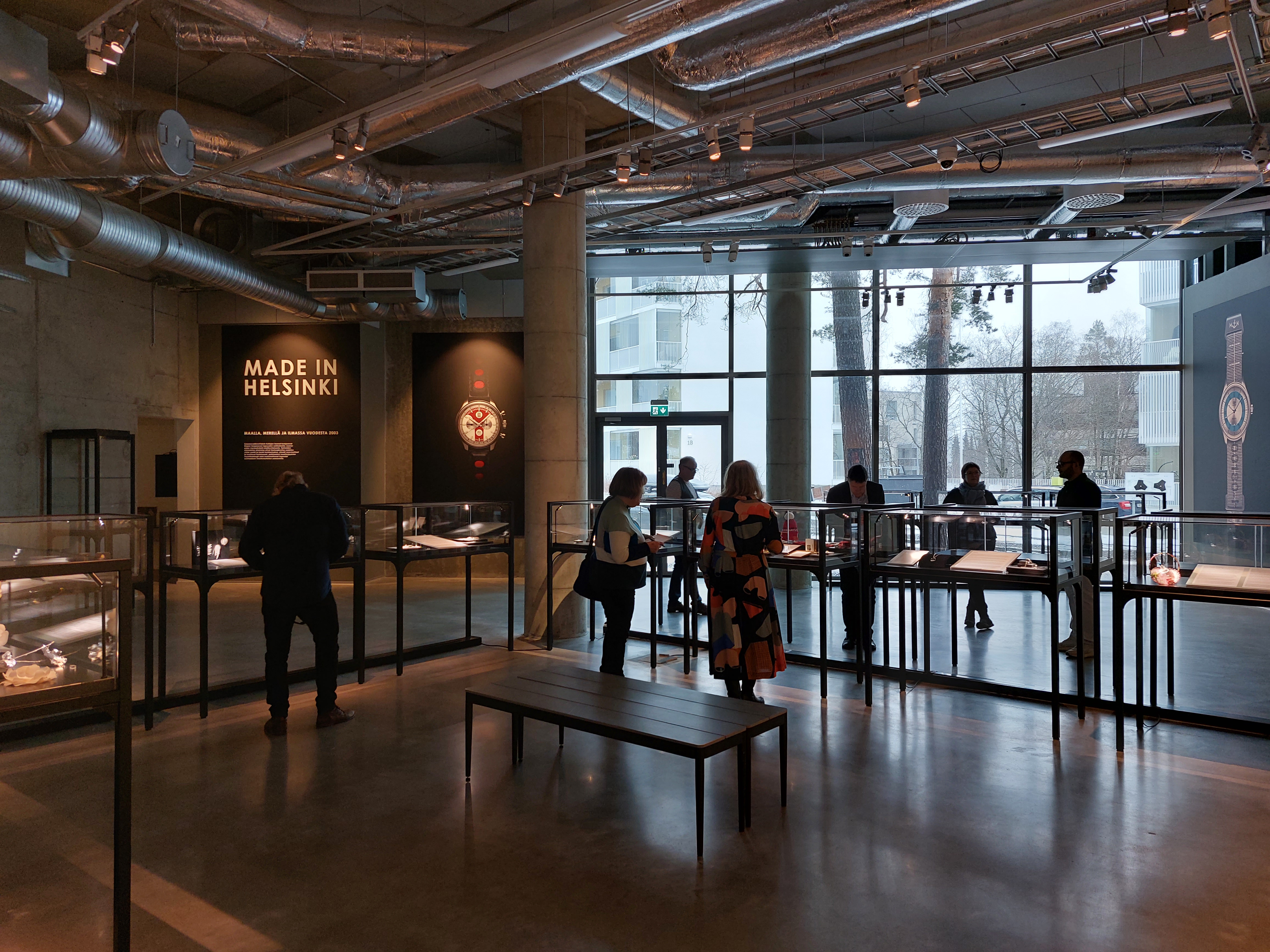
Finlands urmuseum

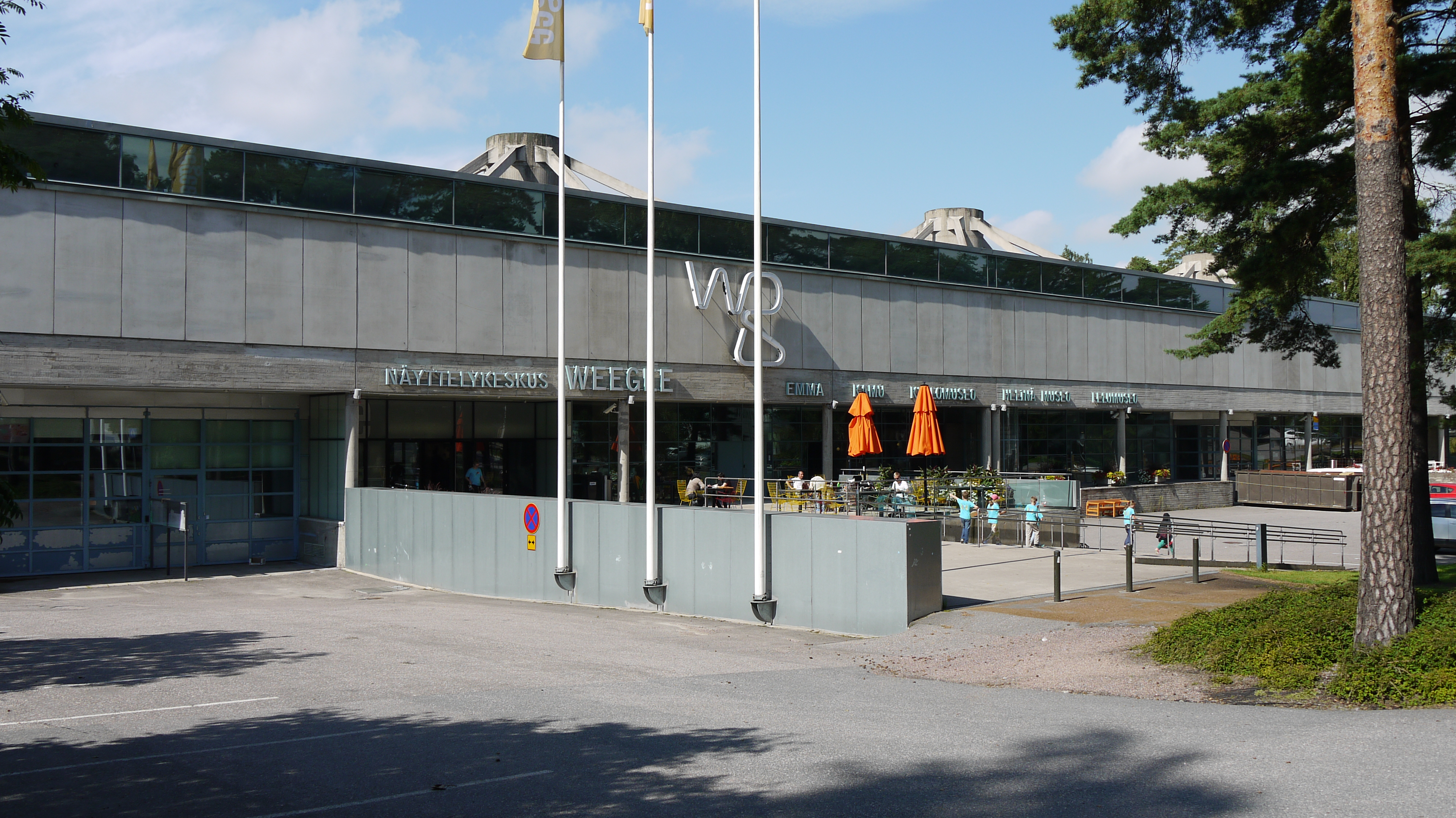
WeeGee-huset

Finlands i urmuseum (finska: Suomen kello- ja korumuseo Kruunui)  Esbo i Finland är det enda museum i Norden som specialiserat sig på att presentera klockor och andra föremål som är anknutna till tidmätningens historia, bland annat mekaniska klockors historia. Samlingarna består av tusentals klockor, huvudsakligen finländska, från 1600-talet till nutid. Dessutom ingår olika objekt med anknytning till urmakarprofessionen, exempelvis delar från en butiksinredning, urmakarverktyg och fotografier. Museet har också ett referensbibliotek och ett arkiv.
Till rariteterna i samlingen hör en klocka med en bild på Stalin, som Stalin själv beställt.
Museet är inrymt i WeeGee-huset i Hagalund, Esbo.